# Airtime
Airtime is een begrip in de achtbaanwereld. De term is afkomstig uit de luchtvaart. Daar duidt het op de hoeveelheid tijd die een piloot daadwerkelijk in de lucht doorbrengt. Wanneer men het over een achtbaan heeft, wordt de totaalervaring vooral bepaald door verticale, horizontale en laterale g-krachten. Het moment dat de bezoeker uit zijn stoel getild wordt door verticale g-krachten lager dan 1 g, wordt bestempeld als airtime. Dit is het moment in een achtbaan wanneer de bezoeker een kriebelig gevoel in zijn buik krijgt.

## Voorbeelden van achtbanen met veel airtime
- Kondaa ( Walibi Belgium)
- Untamed ( Walibi Holland)
- Troy ( Toverland)
- Taron ( Phantasialand)
- Goliath ( Walibi Holland)
- Lost Gravity ( Walibi Holland)
- Mecalodon ( Walibi Belgium)